# Algèbre babylonienne
Pour les articles homonymes, voir Algèbre (homonymie).
L'algèbre babylonienne est l'ensemble des techniques et des raisonnements numériques utilisés dans l'ancienne Mésopotamie dans le but de résoudre des problèmes.

## Nombres et représentation
Les mésopotamiens utilisaient différentes numérations, suivant le contexte. Cependant, pour les calculs, seul le système sexagésimal était utilisé. Le système sexagésimal mêle les numérations en base dix et soixante, ce qui le rend particulièrement efficace pour noter les fractions usuelles 1⁄2 à 1⁄6, ainsi que 1⁄10 et 1⁄12. Cette notation utilisée pour résoudre les problèmes ignorait les ordres de grandeurs, une écriture désignait un nombre à une puissance de 60 près. Ainsi,  (trois chevrons, chacun représentant le nombre dix) pouvait aussi bien désigner le nombre 30, que 30×60 ou encore 30⁄60, soit 1⁄2.

## Opérations
Les opérations algébriques classiques sont au nombre de cinq : addition, soustraction, multiplication, division et extraction de racine carrée. En Mésopotamie, elles étaient plus nombreuses : il existait par exemple deux opérations correspondant à l'addition, deux à la soustraction et quatre à la multiplication. Des opérations étaient nommées différemment, bien que donnant le même résultat, car leurs interprétations géométriques étaient différentes.

### Addition
Il existait deux additions : l'« ajout » et l'« empilement ».
L'ajout : à un nombre, on adjoint un autre qui vient se fondre dans le premier.
L'empilement consiste à « empiler » deux nombres pour en constituer un troisième.

### Soustraction
Deux opérations soustractives étaient :
- l'action d'« arracher » ou « ôter » : A - B = C est interprété comme « j'arrache B de A, il reste C » ;
- le constat qu'un nombre est plus grand qu'un autre : si A - B = C, c'est que A excède B de C.

### Multiplication
Quatre opérations correspondaient à une multiplication.
Répétition d'un nombre
Une opération multiplicative correspondait à répéter une addition. Ainsi, 3×6 pouvait, comme le « trois fois six » en français, correspondre au nombre 6 répété trois fois. Une telle opération serait notée 6+6+6 et peut être traduite par « trois pas de six ». Cette opération pouvait être utilisée pour des multiplications abstraites de deux nombres.
Faire tenir deux segments
Pour deux longueurs 3 et 6, « faire tenir 3 et 6 » signifiait : imaginer la construction d'un rectangle de côtés 3 et 6, puis considérer son aire. Le résultat correspond à 3×6.
Élever
Le volume d'un prisme est égal au produit de l'aire de sa base par sa hauteur. Les mésopotamiens connaissaient ce résultat et s'en servaient : élever 3 et 6 revenait à considérer un volume de base 3 et de hauteur 6.
Répétition physique
Pour un petit nombre entier n, la « répétition physique » n fois d'une grandeur A consiste à imaginer qu'on double ou triple l'objet correspondant à la grandeur A. Par exemple, pour doubler l'aire d'un triangle rectangle, on imagine qu'on a affaire à deux triangles isométriques identiques au triangle de départ. Il est alors possible d'accoler ces deux triangles par leur hypoténuse pour obtenir un rectangle.

### Division, inverse
Les babyloniens n'utilisaient pas directement la division. Le calcul de A⁄B correspondait à la résolution du problème « trouver C pour que B×C=A ». Pour cela, ils utilisaient des tables donnant les inverses des nombres usuels, en considérant que A⁄B=A×1⁄B. De nombreuses tablettes d'argile comportant de telles tables d'inverse ont été retrouvées.

### Racine carrée
Les racines carrées étaient obtenues à partir de la lecture inverse de tables comportant des carrés. Pour celles qui n'apparaissaient pas dans les tables, une méthode d'interpolation était utilisée afin d'obtenir une valeur approchée.